# عملية مورامباتسفينا
كانت عملية مورامباتسفينا (Operation Murambatsvina) أي أزيحوا القمامة، والمعروفة رسميًا أيضًا بـعملية استعادة النظام، حملة واسعة النطاق أجرتها حكومة زيمبابوي لإزالة الأحياء الفقيرة قسرًا على امتداد البلاد، وقد بدأت عام 2005 وأثرت حسب تقديرات الأمم المتحدة على ما لا يقل عن 700.000 شخص بشكل مباشر بإفقادهم منازلهم وسبل عيشهم، وبالتالي ربما أثرت على ما يقارب 2.4 مليون شخص بشكل غير مباشر، وقد وصف روبيرت موغابي ومسؤولون حكوميون آخرون هذه العملية على أنها حملة قسرية مناهضة للمساكن والنشاطات التجارية غير القانونية، ومحاولة للحد من انتشار الأمراض المعدية في هذه المناطق.
لكن قوبلت هذه الحملة بإدانة شديدة من قبل أحزاب معارضة، ومجموعات كنسيّة ومنظمات غير حكومية في زيمبابوي، وعلى نطاق أوسع، من قبل المجتمع الدولي، إذ وصفت الأمم المتحدة الحملة بأنها محاولة لطرد وتشريد أعداد كبيرة من الفقراء الريفيين والمدنيين، الذين يشكلون معظم المعارضة الداخلية لحكومة موغابي.

## أصل كلمة (مورامباتسفينا)
كان شعب الشونا الذي عاش ضمن (محميات) أول من استخدم هذه الكلمة للدلالة على العامل القروي العامّي، فهي عبارة عن اجتماع كلمتين شوناويتين هما (مورامبا) و(تسفينا)، يمكن تفسير الأولى بالـ (رفض)، والثانية بالـ (القذارة)، إذ وظفت وزارة الصحة أشخاصًا منهم لرفع مستوى النظام الصحي في تلك المناطق، ولإيصال المعلومات الصحية، إلخ..، وقد كان مفتش الشرطة جون توبيري، المساهم في عمليات مانيكالاند، من اعتمد اسم مورامباتسفينا، علمًا أن الشرطة الزيمبابوية كانت عديمة الرحمة في تنفيذها لمهامها لدرجة أفزعت السكان المحليين، وبالتالي يعكس المعنى الكامن وراء هذا المصطلح الهدف المزعوم للعملية مثل ما أكدته حكومة زيمبابوي.

## لمحة عامة
يلقب الزيمبابويون للعملية المذكورة بـ (تسونامي زيمبابوي)، إشارة إلى الدمار الذي تبع التسونامي الناتج عن زلزال المحيط الهندي عام 2004، علمًا أن تسونامي زيمبابوي قد شمل معظم المدن الرئيسية في البلاد، وقد صرحّت الحكومة عن نيتها بتوسيع العملية لتتضمن مناطق الزراعة القروية أيضًا.
وتتفاوت تقديرات أعداد الأشخاص المتأثرين بالحملة بشكل كبير، وتشير بيانات الأمم المتحدة الأحدث إلى أنها قد أدت لبطالة  700.000شخص وتأثر ما يقارب 2.4 مليون فرد على امتداد البلاد، وسبق ذلك تقدير منتدى المنظمة الزيمبابوية غير الحكومية لحقوق الإنسان بنزوح 64.677 عائلة، أي نحو 323.385 شخص (وقد اعتمد هذا التقرير على بيانات من 45 موقعًا)، بينما أشارت الشرطة لتأثر  120.000شخص فقط.
أيًا كانت البيانات الصحيحة، من المؤكد أن أعدادًا كبيرة من السكان قد تضررت من الحملة، ما يعني أنهم جميعًا بحاجة لإغاثة طارئة وإعادة توطين بعد فقدانهم منازلهم وسبل عيشهم، وقد أُدينت عمليات التهجير تلك محليًا ودوليًا، فسُلمّت الحكومة في زيمبابوي تقريرًا كتبته آنا تيبايجوكا، المديرة التنفيذية لبرنامج توطين الأمم المتحدة، في 21 يوليو عام 2005، وأُقد أُتيحت للعامة في اليوم التالي مقتطفات منه تنادي بإيقاف عمليات الهدم مباشرة، ووصفت العملية بكونها مجازفة كارثية انتهكت القانون الدولي وأدت لأزمة إنسانية خطيرة.
وُصفت ممارسات الحكومة الزيمبابوية بالتعسفية، وغير المبررة وغير المكترثة بالمعاناة البشرية، وقد وصفت صحيقة واشنطن بوست في 7 فبراير عام 2008 كيف اضطر بعض الرجال والنساء المهجرين من هراري أن يمشوا مسافة 28 كم (17 ميلًا)، أي رحلة تستغرق 5 ساعات للوصول إلى أماكن عملهم (دون فطور)، لأن التكلفة الفردية لركوب الباص ليوم واحد كانت قد أصبحت تعادل راتب أسبوع كامل؛ 10 ملايين دولار زيمبابوي.

## خلفية
تقع المسؤولية الإجمالية لعمليات التهجير على عاتق الحزب الحاكم؛ الاتحاد الوطني الأفريقي في زيمبابوي-الجبهة الوطنية، فقد بدأ الرئيس السابق للجنة هراري، د. جيمسون كاروشا، عملية مورامباتسفينا بعد أسابيع انعقاد الانتخابات المتنازع عليها هناك، وتدير لجنة هراري التي يترأسها حاليًا سيكيساي ماكاوافارارا شؤون المدينة رغم حقيقة وجود طلب معلّق لدى المحكة العليا يشكك في شرعيّة ذلك، علمًا أن اللجنة بحد ذاتها قد عُينّت من قِبل إغناتيوس تشومبو، وزير الحكومة المحلية، والأشغال العامة والتنمية الحضرية، ما أدّى لتعليق إحدى الصحف الزيمبابوية أن «الرئيس موغابي، من خلال وزير الحكومة المحلية، والأشغال العامة والإسكان المحلي؛ إغناتيوس تشومبو، مسيطر بشكل فعال حاليًا على مدينة هراري».
أشار موغابي إلى أن عمليات الإخلاء ضرورية لإجراء «حملة تنظيف شديدة لاستعادة الصحة العامة» ،وقد صرّح تشومبو من ناحية (استعادة للنظام) بأن «أولئك الأشخاص ذوي الممارسات الإجرامية هم من يجعلون البلاد عصيّة على السيطرة حقًا»، وقال مفوض الشرطة الزيمبابوية أوغستين تشيهوري أن عملية مورامباتسفينا كانت معنية بـ «تنظيف البلاد من جموع الحشرات الزاحفة المعتكفة على تدمير الاقتصاد».
بعد أن قامت الشرطة بمعظم عمليات الهدم، فإنها تلقت المساعدة من الجيش وخدمة الشباب الوطنية، وقد أُجبر العديد من السكان على تدمير منازلهم الخاصة بأنفسهم، أحيانًا تحت تهديد السلاح، وتعرّض أولئك الأشخاص الذين هُدمت بيوتهم لتهديد بمزيد من القمع من الشرطة الزيمبابوية الجمهورية والمخابرات المركزية المرعبة إن رفضوا العودة للمناطق القروية، إذ ادعى وزير التعليم أنياس تشيغويديري أن لا يوجد أحد في زيمبابوي إلا ويمتلك منزلًا قرويًا.

## أسباب بديلة للإخلاء
جادلت الحكومة الزبميبابوية أن هدف عملية مورامباتسفينا كان استعادة النظام، ولكن توقيت عمليات الإخلاء؛ مباشرة بعد الانتخابات البرلمانية المتنازَع عليها في 31 مارس عام 2005، إلى جانب الطبيعة المتناقضة للعملية، قد حثّ المعلقين على التصريح بوجود أهداف بديلة للهدم، رغم اعتقاد العديد بكونه مزيجًا من عديد مما سبق.

### جزاءات سياسية
ناقشت حركة التغيير الديمقراطية المعارضة بأن هدف الحكومة الأساسي في مورامباتسفينا هو معاقبة الفقراء في المدن على التصويت لصالح المعارضة خلال الانتخابات البرلمانية في شهرمارس، علمًا أن المدن لطالما كانت معاقل قوية لهذه الحركة، وقد أُنشِئت لجنة هراري التي بدأت بالحملة في الحقيقة للإطاحة بالقوى الحاكمة لمجلس المدينة المُنتخب من حركة التغيير الديموقراطية.
ولكن ما أبلى منطق الجزاء هذا هو حقيقة اشتمال بعض مؤيدي الاتحاد الوطني الأفريقي في زيمبابوي-الجبهة الوطنية، بمن فيهم مقاتلو حرب التحرير القدماء، في إخلاء المخيمات العشوائية، لكن من جهة أخرى تعززت فرضية كون عملية مورامباتسفينا ضربًا من الجزاء السياسي لدرجة أصبحت أشبه بالحقيقة عند تكرار ما حدث في عملية مشابهة مباشرة بعد انتخابات عام 2018 المتنازع عليها أيضًا.

### إضعاف المعارضة السياسية
لاحظ معلقون أمثال تيريراي كاريماكويندا تشابه اسم هذه العملية مع حملة غوكوراهوندي المجراة كجزء من نزاع موغابي ضد قبيلة ماتابيلي في بدايات ثمانينيات القرن العشرين، والتي أدت في النهاية لزوال اتحاد الشعب الأفريقي في زيمباباوي التابع لجوشوا نكومو باندماجه مع حزب روبيرت مواغبي عام 1987، وبالتالي خُمّن أن الحكومة تسعى لافتعال وضع لن تمتلك فيه حركة التغيير الديمقراطية خيارًا سوى الاندماج مع الحزب الحاكم.
نوه كاريماكويندا بأن فكرة طرد المصوتين الحضريين للمناطق القروية سيخلي المدينة من مؤيدي حركة التغيير الديموقراطية، ويتيح لحكومة إعادة إسكان مناطق بلدة شانتي بمناصري الحزب الحاكم، وأن داعمي الحركة المعارضة سيُجبرون في هذه الحالة على العيش في مناطق لطالما كان يُنظر إليها على أنها معاقل للاتحاد الوطني الأفريقي في زيمبابوي-الجبهة الوطنية.

### ضبط الاحتجاجات السياسية
اعتبر الغرب الانتخابات البرلمانية الزيمبابوية لعام 2005 غير حرة ولا عادلة، وقد أشارت العديد من التقارير إلى احتمال تعالي انتفاضات جماعية ضد الحكومة، في الحقيقة، نادى مطران الكاثوليك بايوس انكيوب، وهو ناشط محترم في حقوق الإنسان وناقد صريح للحكومة، بانتفاضة سلمية على العلن قبل انعقاد الانتخابات، محاججًا بأن النتيجة قد حُسمت سلفًا بالفعل.
فدار النقاش أنه من خلال بعثرة حركة التغيير الديموقراطية في مواقع ريفية بعيدة، سيسهل على حكومة الاتحاد الوطني الأفريقي في زيمبابوي-الجبهة الوطنية ضبط الجماهير الغاضبة في حال اشتعال عصيان أو احتجاج جماعي، بينما تقترح مصادر أخرى بأن القائد الإثيوبي السابق منغيستو هيلا مريام، الذي هرب لهراري عام 1991، ربما قد أعطى روبيرت موغابي الفكرة على هيئة نصيحة أمنية، محذرًا القائد الزيمبابويي أن الأحياء الفقيرة المتضخمة كانت تشكّل أرضًا خصبة لانتفاضة جماعية.

### إدارة للمخاطر كجزء من إعادة تشكيل مستقبلية للحكومة
قدّم منتدى المنظمة الزيمبابوية غير الحكومية لحقوق الإنسان سببًا آخر للبعثرة المسبقة لسكان معاقل الحزب المعارض، فأشار لحقيقة أن الحكومة كانت تواجه أزمة اقتصادية غير معهودة، تميزت بشحّ في الوقود والطعام، وتضخمًا متفشيًا، والافتقار لأية عملة أجنبية عمليًا، ولحل هذه الأزمة، ناقش المنتدى أن حكومة الحزب الحاكم ستكون مجبورة رغمًا عن إرادتها على عودة الانخراط بالمجتمع الدولي، ما يعني عكس نمط حكمها بأكمله، والالتزام بحكم القانون، وإنهاء العنف والقمع السياسيين، وإتاحة المجال للصحافة والإعلام، وإيقاف التدخل بالحريات الأساسية للمواطنين.

### إعادة السيطرة على التعامل بالعملة الأجنبية
في بدايات القرن العشرين، حاربت زيمبابوي لإحكام سيطرتها على سوق العملة الأجنبية بتبني مجموعة من الإجراءات، قادها عادةً حاكم مصرف المال الاحتياطي غيديون غونو، وتشير سوكوانيلي، وهي مجموعة داعمة للعمل المدني، أن غودو قد ساهم بدور كبير في عملية مورامباتسفينا، إذ تزامن توليه منصبه في الحقيقة مع بداية الحملة القسرية على التعامل غير القانوني بالعملة الأجنبية، ما حثّ مصدرًا شائعًا للأخبار المستقلة على الإشارة إلى أن إحدى أهم نقاط تركيزه تكمن في سوق العملة الأجنبية غير القانونية.

### تعزيز سياسة (الالتفات للشرق)
تضمنت نزعة الاتحاد الوطني الأفريقي في زيمبابوي -الجبهة الوطنية لحل أزمته الاقنصادية توطيد علاقاته التاريخية مع الصين، إذ أوردت صحيفة  ذا هيرالد التابعة للحكومة دعم روبيرت موغابي لعملية مورامباتسفينا، بالإضافة إلى منظوره بأن الاقتصاد بدأ بتلقي استثمارات كبيرة ومهمة من الشرق الأقصى، وقد أدى ذلك لتخمين البعض أن سبب تدمير بلدات شانتي كان جزئيًا لدعم المصالح الاقتصادية الصينية في زيمبابوي، من خلال إزالة المنافسة المحلية المهددة لرجال الأعمال الصينيين حديثي الوصول، والذين تبيع متاجرهم بضائع رخيصة السعر وسيئة الجودة غالبًا.
بالإضافة إلى الدعم العملي لمصالح رجال الأعمال الصينيين، اقترح العديد أن عملية مورامباتسفينا توضح علاوة على ذلك التزامًا بإيديولوجية الالتفات نحو الشرق، ما ثَبُت في تبني الحزب الحاكم نموذجًا آسيويًا للحكم، إذ تقوَّض الحقوق الفردية عادةً لصالح الجموع، أو النظام الحاكم، وقد حثّت مقاربة روبيرت موغابي في الحكم مقارنته دائمًا مع بول بوت.